# Élections sénatoriales de 2020 dans l'Aude
Les élections sénatoriales dans l'Aude ont lieu le dimanche 27 septembre 2020. Elles ont pour but d'élire les sénateurs représentant le département au Sénat pour un mandat de six années.

## Contexte départemental
Lors des élections sénatoriales de 2014 dans l'Aude, deux sénateurs ont été élus : Roland Courteau et Gisèle Jourda.
Depuis, tous les effectifs du collège électoral des grands électeurs ont été renouvelés, avec les élections départementales de 2015, les élections régionales de 2015, les élections législatives de 2017 et les élections municipales de 2020.

## Sénateurs sortants
Roland Courteau, élu depuis 1980, ne se représente pas.
| Sénateur | Sénateur        | Parti | Fonctions lors de l'élection en 2014 |
| -------- | --------------- | ----- | ------------------------------------ |
|          | Roland Courteau | PS    | Sénateur sortant                     |
|          | Gisèle Jourda   | PS    | Adjointe au maire de Trèbes          |

## Présentation des candidats et des suppléants
Les nouveaux représentants sont élus pour une législature de 6 ans au suffrage universel indirect par les 1 140 grands électeurs du département. Dans l'Aude, les sénateurs sont élus au scrutin majoritaire à deux tours. Leur nombre reste inchangé, deux sénateurs sont à élire. Les candidatures sont présentées ici dans l'ordre de leur dépôt à la préfecture.
| N°                | Candidats | Candidats                 | Parti | Principales fonctions                                   |
| ----------------- | --------- | ------------------------- | ----- | ------------------------------------------------------- |
| T 1               |           | Marie-Ange Larruy         | PCF   | Adjointe au maire de Limoux                             |
| s 1               |           | Jean-Claude Belmas        | PCF   | Conseiller municipal de Carcassonne                     |
|                   |           |                           |       |                                                         |
| T 2               |           | Frédéric Berrocal         | PCF   | Adjoint au maire de Fabrezan                            |
| s 2               |           | Solange Izard             | PCF   | Conseillère municipale de Coursan                       |
|                   |           |                           |       |                                                         |
| T 3               |           | Gisèle Jourda             | PS    | Sénatrice sortante, conseillère municipale de Trèbes    |
| s 3               |           | Serge Brunel              | PS    | Maire de Conilhac-Corbières                             |
|                   |           |                           |       |                                                         |
| T 4               |           | Didier Combis             | LREM  | Maire de Magrie                                         |
| s 4               |           | Roselyne Deneubourg       | LREM  | Adjointe au maire de Pomas                              |
|                   |           |                           |       |                                                         |
| T 5               |           | Christine Breyton         | LREM  |                                                         |
| s 5               |           | Dimitri Cros              | LREM  | Adjoint au maire d' Ouveillan                           |
|                   |           |                           |       |                                                         |
| T 6               |           | Sébastien Pla             | PS    | Conseiller régional, maire de Duilhac-sous-Peyrepertuse |
| s 6               |           | Claudie Faucon-Méjean     | PS    | Maire de Bram                                           |
|                   |           |                           |       |                                                         |
| T 7               |           | Benoît Valery             | DVD   | Adjoint au maire de Treilles                            |
| s 7               |           | Magali Bardou             | DVD   | Adjointe au maire de Carcassonne                        |
|                   |           |                           |       |                                                         |
| T 8               |           | Christophe Barthès        | RN    | Conseiller régional, conseiller municipal de Trèbes     |
| s 8               |           | Laure-Emmanuelle Philippe | RN    | Conseillère régional, conseillère municipale de Leucate |
|                   |           |                           |       |                                                         |
| T 9               |           | Sandrine Sirvent          | EÉLV  |                                                         |
| s 9               |           | Laurent Fabas             | EÉLV  |                                                         |
|                   |           |                           |       |                                                         |
| T 10              |           | Daniel Dedies             | EÉLV  |                                                         |
| s 10              |           | Claude Marie Benson       | EÉLV  |                                                         |
|                   |           |                           |       |                                                         |
| T 11              |           | Thierry Leguevaques       | LR    | Maire de Saint-Michel-de-Lanès                          |
| s 11              |           | Isabelle Barrientos       | LR    | Conseillère municipale de Saint-Michel-de-Lanès         |
| *sénateur sortant |           |                           |       |                                                         |

## Résultats
|                          | Gisèle Jourda            | PS                       | SOC                      | 657   | 59,62 |  |  |
|                          | Sébastien Pla            | PS                       | SOC                      | 653   | 59,26 |  |  |
|                          | Benoît Valery            | SE                       | DVC                      | 187   | 16,97 |  |  |
|                          | Didier Combis            | LREM                     | REM                      | 96    | 8,71  |  |  |
|                          | Christine Breyton        | LREM                     | REM                      | 92    | 8,35  |  |  |
|                          | Thierry Leguevaques      | LR                       | LR                       | 88    | 7,99  |  |  |
|                          | Christophe Barthès       | RN                       | RN                       | 61    | 5,54  |  |  |
|                          | Sandrine Sirvent         | EÉLV                     | VEC                      | 52    | 4,72  |  |  |
|                          | Daniel Dedies            | EÉLV                     | VEC                      | 48    | 4,36  |  |  |
|                          | Marie-Ange Larruy        | PCF                      | COM                      | 33    | 2,99  |  |  |
|                          | Frédéric Berrocal        | PCF                      | COM                      | 30    | 2,72  |  |  |
|                          |                          |                          |                          |       |       |  |  |
| Votes valides            | Votes valides            | Votes valides            | Votes valides            | 1 102 | 95,83 |  |  |
| Votes blancs             | Votes blancs             | Votes blancs             | Votes blancs             | 6     | 0,52  |  |  |
| Votes nuls               | Votes nuls               | Votes nuls               | Votes nuls               | 42    | 3,65  |  |  |
| Total                    | Total                    | Total                    | Total                    | 1 150 | 100   |  |  |
| Abstention               | Abstention               | Abstention               | Abstention               | 29    | 2,46  |  |  |
| Inscrits / participation | Inscrits / participation | Inscrits / participation | Inscrits / participation | 1 179 | 97,54 |  |  |